# 馬斯巴特島
馬斯巴特島是菲律賓的島嶼，面積3,268平方公里，人口555,573。馬斯巴特島在第二次世界大戰期間被日本佔領，美國在1945年把主權交給剛獨立的菲律賓。
12°15′N 123°30′E / 12.250°N 123.500°E